# Kaillie Humphries
Kaillie Humphries (Calgary, 4 september 1985) is een Canadees bobsleeër. Ze begon in 2004 met bobsleeën. Ze behaalde goud in de tweemansbob op de Olympische Spelen van 2010 en 2014. Hiermee werd ze de eerste vrouwelijke bobsleeër die haar gouden olympische medaille succesvol wist te prolongeren. Hierdoor mocht ze tijdens de sluitingsceremonie in 2014 de vlag dragen, samen met haar remster Heather Moyse. Ze is tevens tweevoudig wereldkampioen.
In 2019 maakte Humphries de overstap van Canada naar de Verenigde Staten.
In 2022 werd Humphries namens de Verenigde Staten olympisch kampioen in het nieuwe onderdeel monobob.
2022: Kaillie Humphries
2002: Jill Bakken / Vonetta Flowers ·
2006: Sandra Kiriasis / Anja Schneiderheinze ·
2010: Kaillie Humphries / Heather Moyse ·
2014: Kaillie Humphries / Heather Moyse ·
2018: Mariama Jamanka / Lisa Buckwitz ·
2022: Laura Nolte / Deborah Levi